# Arena Ritten
De ijsbaan van Klobenstein heet Arena Ritten. Het is een hoog gelegen onoverdekte kunstijsbaan in de Italiaanse Alpen in het dorp Klobenstein (Italiaans: Collalbo) in de gemeente Ritten in het voornamelijk Duitstalige Zuid-Tirol. Voordat er kunstijs lag in Klobenstein (vanaf seizoen '88-'89) werd er geschaatst op de Wolfsgrubner See (Lago di Costalovara), een bergmeer op vier kilometer afstand van Klobenstein.
Op basis van de baanrecords is de kunstijsbaan anno maart 2024 de nummer 24 op de lijst van snelste ijsbanen ter wereld, en de snelste buitenbaan ter wereld. Een andere snelle onoverdekte ijsbaan in Italië is de ijsbaan van Baselga di Pinè.
Sven Kramer werd in 2007 Europees kampioen allround in Klobenstein. Ook in 2011 werden de Europese kampioenschappen allround er verreden.

## Grote wedstrijden
Internationale kampioenschappen
- 2002 - WK junioren
- 2007 - EK allround
- 2011 - EK allround
- 2013 - WK junioren
- 2019 - EK allround / sprint

Wereldbekerwedstrijden
- 1989/1990 - Wereldbeker 6 mannen (dag 2)
- 1990/1991 - Wereldbeker 6 mannen (dag 1)
- 1991/1992 - Wereldbeker 4 vrouwen
- 1998/1999 - Wereldbeker 6 sprint
- 2003/2004 - Wereldbeker 7 sprint
- 2005/2006 - Wereldbeker 7 sprint

## Baanrecords Arena Ritten
| Afstand              | Schaatser                             | Land | Tijd     | Datum      |
| -------------------- | ------------------------------------- | ---- | -------- | ---------- |
| 100 m                | Pekka Koskela                         | FIN  | 09,49    | 15-02-2004 |
| 500 m                | Jeremy Wotherspoon                    | CAN  | 34,89    | 14-02-2004 |
| 1000 m               | Thomas Krol                           | NED  | 1.08,68  | 12-01-2019 |
| 1500 m               | Enrico Fabris                         | ITA  | 1.44,72  | 13-01-2007 |
| 3000 m               | Sven Kramer                           | NED  | 3.45,84  | 06-01-2007 |
| 5000 m               | Sven Kramer                           | NED  | 6.15,65  | 12-01-2007 |
| 10.000 m             | Davide Ghiotto                        | ITA  | 13.03,35 | 28-12-2024 |
| Ploegenachtervolging | Lee Seung-hwan Mun Joon Yeo Sang-yeop | KOR  | 3.56,28  | 01-03-2002 |
| 2×500 m              | Tsubasa Hasegawa                      | JPN  | 71,810   | 22-02-2013 |
| Sprintvierkamp       | Kai Verbij                            | NED  | 139,085  | 12-01-2019 |
| Minivierkamp         | Jevgeni Lalenkov                      | RUS  | 148,518  | 14-01-2012 |
| Kleine vierkamp      | Seo Jeong-soo                         | KOR  | 153,833  | 22-02-2013 |
| Grote vierkamp       | Sven Kramer                           | NED  | 148,800  | 14-01-2007 |

| Afstand              | Schaatsster                                          | Land | Tijd     | Datum      |
| -------------------- | ---------------------------------------------------- | ---- | -------- | ---------- |
| 100 m                | Shihomi Shinya                                       | JPN  | 10,49    | 15-02-2004 |
| 500 m                | Vanessa Herzog                                       | AUT  | 37,61    | 12-01-2019 |
| 1000 m               | Daria Katsjanova                                     | RUS  | 1.15,21  | 13-01-2019 |
| 1500 m               | Ireen Wüst                                           | NED  | 1.56,78  | 13-01-2007 |
| 3000 m               | Martina Sáblíková                                    | CZE  | 4.03,52  | 13-01-2007 |
| 5000 m               | Martina Sáblíková                                    | CZE  | 6.58,45  | 14-01-2007 |
| 10.000 m             | Anne Tauber                                          | NED  | 15.48,14 | 23-01-2024 |
| Ploegenachtervolging | Mariska Huisman Annelies van der Ploeg Elma de Vries | NED  | 3.12,07  | 01-03-2002 |
| 2×500 m              | Sabine Völker                                        | GER  | 79,080   | 16-01-1999 |
| Sprintvierkamp       | Vanessa Herzog                                       | AUT  | 151,445  | 13-01-2019 |
| Minivierkamp         | Miho Takagi                                          | JPN  | 163,298  | 22-02-2013 |
| Kleine vierkamp      | Antoinette de Jong                                   | NED  | 162,918  | 12-01-2019 |
| Grote vierkamp       | Anja Neumann                                         | GER  | 233,265  | 16-12-2018 |

Anne Tauber reed het record op de 10 kilometer als gastrijdster tijdens een clubwedstrijd in Collalbo van het Utrechtse Arktika tijdens haar voorbereiding op het aanstaande mountainbikeseizoen. 

## Wolfsgrubner See

### Grote wedstrijden
Nationale kampioenschappen
- 1970 - Italiaans allround kampioenschap vrouwen

### Baanrecords Wolfsgrubner See
Update 24 augustus 2008
| Afstand      | Schaatsster         | Land | Tijd    | Datum      |
| ------------ | ------------------- | ---- | ------- | ---------- |
| 500m         | Marzia Peretti      | ITA  | 43,26   | 16-01-1982 |
| 1000m        | Marzia Peretti      | ITA  | 1.28,77 | 17-01-1982 |
| 1500m        | Jelena Baranovskaja | URS  | 2.19,31 | 07-01-1984 |
| 3000m        | Marzia Peretti      | ITA  | 4.55,21 | 17-01-1982 |
| 5000m        |                     |      |         |            |
| 10.000m      |                     |      |         |            |
| Puntentotaal |                     |      |         |            |

| Afstand      | Schaatser      | Land | Tijd     | Datum      |
| ------------ | -------------- | ---- | -------- | ---------- |
| 500m         | Hugo Herrnhof  | ITA  | 39,30    | 19-01-1985 |
| 1000m        | Roberto Sighel | ITA  | 1.19,2   | 09-02-1986 |
| 1500m        | Mario de March | ITA  | 2.00,35  | 18-01-1987 |
| 3000m        | Bruno Milesi   | ITA  | 4.17,83  | 25-01-1986 |
| 5000m        | Roberto Sighel | ITA  | 7.14,85  | 17-01-1987 |
| 10.000m      | Roberto Sighel | ITA  | 15.19,67 | 18-01-1987 |
| Puntentotaal |                |      |          |            |